# Galandférgek

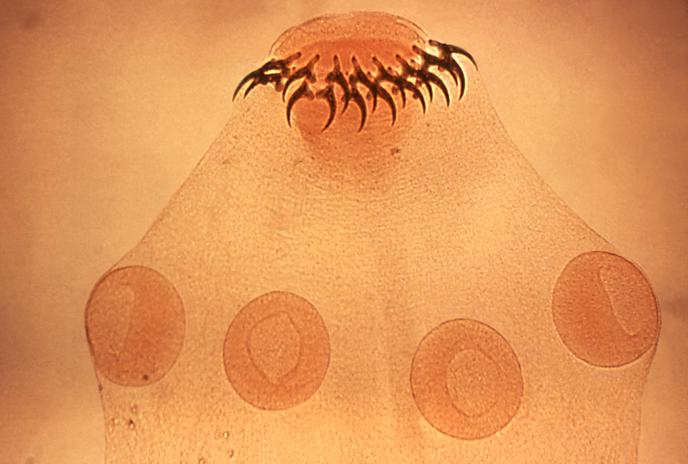
A horgasfejű galandféreg „fején” rögzítőszervek, horgak és szívókák láthatók

A galandférgek (Cestoda) a laposférgek (Platyhelminthes) törzsének egy osztálya közel három és fél ezer ismert fajjal (Bakonyi et al.). A csáklyásférgek (Monogena) testvércsoportja. A két csoportot egyes rendszerekben horgasférgek néven közös taxonba vonják össze.

## Származásuk, elterjedésük
Gyakori és kozmopolita taxon; képviselői megtalálhatók gyakorlatilag mindenhol, ahol gerincesek élnek. Szervezetük végletesen az élősködő életmódhoz alkalmazkodott, ezért gyakran a másodlagos leegyszerűsödés legjellemzőbb példáiként említik őket: több olyan szervük is visszafejlődött, illetve teljesen eltűnt, amelyek feltételezett örvényféreg őseiknél még működtek.

## Megjelenésük, felépítésük
Rendszertani felosztásukat megkönnyíti, hogy a tagolatlan galandférgek (Cestodaria) alosztályába sorolt ősi alakjaik teste tagolatlan, viszont a tagolt galandférgek (Eucestoda) alosztályába sorolt levezetett csoportoké másodlagosan tagolt ().
A tagolt galandférgek teste három fő, egyaránt fehér, sárgás vagy szürkés árnyalatú részből áll. Ezek:
- a „fej” avagy dajka[1] (scolex),
- a „nyak” (collum) és
- az ízelt test (strobila).

1. A testtájak nevei megtévesztőek, hiszen az állatnak nincsen szája vagy bélcsatornája, ezért nem könnyű megállapítani, hogy a test melyik vége a „fej”. Ez a csáklyásférgek (Monogenea) farki rögzítőszervével homológ rögzítőszerv, tehát voltaképpen farok — viszont ebben van az idegrendszer központja. Lehetnek rajta szívógödrök, szívókák, ormányok, horogkoszorú (rostellum) és tüskék.
2. A fejhez kapcsolódó „nyak” az úgynevezett germinatív zóna; a bimbózásra emlékeztető módon ez hozza létre az újabb ízeket (proglottisz). A test ízeinek száma 1-2-től több ezerig terjedhet. Az egyes ízek meglehetősen önállóan, a többi íztől függetlenül működnek, csak a kültakaró, az idegrendszer és a kiválasztórendszer működése kapcsolódik a többi ízéhez. A kifejlett galandféreg tehát a nyak által ivartalanul (bimbózással) létrehozott egyedek összekapcsolódott füzérének is tekinthető. Az ízek folyamatosan nőnek és a szaporodásnál leírt módon át is alakulnak.
3. Hosszú, lapított testük kevés kivételtől eltekintve ízekre tagolt. Az egyes ízek találkozási helyét egy felszíni barázda és az izomzat elvékonyodása jelzi. Az ízekre tagolt test, az ízek láncolatának neve sztrobila. Az új új proglottisz megjelenésével a régebbiek hátrébb kerülnek, és ivarszerveik a szaporodásuknál leírt módon fokozatosan fejlődnek.
Többféle funkciót is ellátó kültakarójuk (tegumentum) felépítése meglehetősen összetett; a mételyekéhez és a csáklyásférgekéhez hasonló. Megvédi a férget a gazdaállat lúgos kémhatású emésztőnedveitől, de átengedi a vizet és a tápanyagokat. A felszíni szinciciális plazmarétegből számos nyúlvány ágazik ki, feltételezések szerint (Bakonyi et al.) a felszívó felület növelése érdekében.
A kültakaróhoz kapcsolódó mozgásszervük a közvetlenül a tegumentum alatt kialakult bőrizomtömlő, amiben egy vékony, körkörös és egy vagy két hosszanti izomréteg van. A kültakaró alatti parenchimát ezek az izomkötegek külső és belső részre tagolják. Néhány dorzoventrális izomköteg is megfigyelhető. A különböző irányú izmok különösen van fontos szerephez jutnak a szkolexben, ahol ezek mozgatják a kapaszkodást biztosító szívókákat, horgokat stb. (Bakonyi et al.).
Bélcsatornájuk teljesen eltűnt; a tápanyagokat a lárvák és a kifejlett férgek is kültakarójukon át veszik fel. Lehetséges, hogy a gazdaállat bélcsövének belső falába befúródó szkolex fel tud venni olyan anyagokat is képes, amilyeneket a proglottiszok nem (Bakonyi et al.).
Testükben sok a glikogén; mennyisége száraz tömegük akár 60 %-át is elérheti. Zsiradék és különösen fehérje igen kevés van bennük; a zsírsavak a glikogén anaerob bontásának termékei. Minél több a gazdaállat bélcsatornájában a szénhidrát, annál gyorsabban növekednek és annál több petét termelnek. A fehérjék esetleges hiányát jól viselik (Bakonyi et al.).
Kiválasztó szervrendszerük gyűjtőcsatornái a test két szélén, dorzo- és ventrolaterálisan futnak végig; hozzájuk csatlakoznak a lángsejtekben végződő csatornácskák. A ventrális helyzetű hosszanti gyűjtőcsatornákat minden íz poszterior végén harántágak kötik össze. Egyes fajoknál ez az alaptípus tovább egyszerűsödött, míg másoknál — például egyes szívókás galandféregalakúaknak (Cyclophyllidea) — a főcsatornákon túl kevésbé fejlett csatornái is vannak (Bakonyi et al.).

### Elsődleges lárváik alaktani típusai
Az elsődleges lárvák alakjait a kapaszkodó szerv jellege és a csillós testfelület aránya szerint sorolják típusokba:
- tízhorgas lárva (likofóra) — a  tagolatlan galandférgeknél
- hathorgaslárva (onkoszféra)— a  tagolt galandférgeknél
- csillós hathorgas lárva (koracídium) a  tagolt galandférgeknél.

### A tagolt galandférgek másodlagos stb. lárvái
Azon fajoknál, amelyeknek csak egy köztes gazdájuk van, a másodlagos lárva a végleges gazdába települve kifejlett féreggé alakul. A több köztes gazdát igénylő fajokban a végállapot elérése előtt harmadlagos stb. lárvatípusok fejlődnek ki, majd keresnek új gazdát maguknak.
A másodlagos stb. lárvaalakok legfontosabb típusai:
- A procerkoid lárvák több köztes gazdát igénylő fajok másodlagos lárvái. Koracidium vagy onkoszféra lárvából fejlődhetnek ki és életük végén valamilyen, a végleges gazdát fertőzni képes alakká (plerocerkoid, plerocerkusz, merocerkoid stb. lárvaává) alakulnak. Testük megnyúlt, fejük (scolex) még nincs,  a test végén rendszerint rögzítőhorgas cerkomerrel kapaszkodnak.
- A pleurocerkoid lárvák a procerkoid lárvákból fejlődnek harmadlagos alakok, amelyek már képesek a végleges gazda megfertőzésére. Fejük (scolex)rendszerint már kifordult, cisztájuk nincs. Egyes fajok a testük végén található rögzítőhorgas cerkomerrel kapaszkodnak. Különösen jellemzőek a szegfűféreg-alakúak (Caryophyllidea) és a széles galandféregalakúak (Diphyllobothriidea) rendek fajaira.
- A plerocerkusz (merocerkusz) lárvák ugyancsak procerkoid lárvákból fejlődő és a végleges gazdát fertőzni képes harmadlagos alakok. Fejük (a scolex)

visszahúzott, egyes taxonoknak cisztája is van. Különösen jellemzőek a Diphyllidea és a Lecanicephalidea rendek fajaira.
- A merocerkoid (tetratiridium) lárvák procerkoid lárvákból fejlődő és a végleges gazdát fertőzni képes harmadlagos alakok. Fejük (a scolex) betüremkedő. Többségüknek nincs cisztája, egyes fajok cerkomert viselnek a testük végén. Különösen jellemzőek a szívókás galandférgek (Cyclophyllidea) rendjében a Mesocestoididae és a Catenotaeniidae családok fajaira.
- A ciszticerkoid (ciszticerkusz) lárvák onkoszféra lárvából fejlődő másodlagos, a végleges gazdát fertőzni  képes alakok. Fejük (a scolex)  visszahúzott. Testük végén fejlett vagy redukált cerkomert viselnek. Különösen jellemzőek a szívókás galandférgek (Cyclophyllidea) rendjében a Dilepididae és Hymenolepididae családok fajaira. Számos altípusukat különböztetik meg, így például vannak:
  - cerkociszticerkoid,
  - mikrociszticerkoid,
  - diplociszticerkoid

altípusú lárvák.
- A ciszticerkusz lárvák  onkoszféra lárvából fejlődő másodlagos, a végleges gazdát fertőzni képes alakok.Jellemzőjük a folyadékkal  teli, hólyagszerű képlet (ciszta); ebbe türemkedik az egy vagy egy vagy több fej (scolex; a többfejű lárvából több galandféreg fejlődhet ki). Egyes  fajok  testének végén  esetenként  cerkomert találunk. Különösen jellemzőek a szívókás galandférgek (Cyclophyllidea) rendjében a Taeniidae család fajaira. Számos altípusukat különböztetik meg:
  - A borsóka (ciszticerkusz,  hólyagféreg): cisztájába egyetlen scolex türemkedik. Jellemzően ilyen a simafejű galandféreg (Taenia saginata) másodlagos lárvája.
  - A cönurusz cisztája több, sarjadzással létrejött scolexet tartalmaz. Jellemzően ilyen a kergeféreg (Taenia multiceps) másodlagos lárvája.
  - A sztrobilocerkusz alak scolexe már kifordult. Teste megnyúlt és ízelt. Jellemzően ilyen a szélesnyakú galandféreg (Taenia taeniaeformis) másodlagos lárvája.
  - A rivókatömlő (echinokokkusz) cisztájában sarjadzással utódciszták jönnek létre, és ezekben vannak a scolexek. Jellemzően ilyen a kutya galandféreg (Echinococcus granulosus) másodlagos lárvája.
  - Az alveokokkusz típusú lárvák amelynek cisztája külső sarjadzással hoz létre  egész sor további, szabálytalan alakú és méretű üregekre tagolódó cisztát, és ezekben vannak a scolexek. Jellemzően ilyen a rókaféreg (Echinococcus multilocularis) másodlagos lárvája (Állatrendszertan).

## Életmódjuk, élőhelyük
Kifejlett példányaik gerincesek bélcsatornájában élősködnek, viszont a lárvák köztes gazdáik (pl. ízeltlábúak, gerincesek), ektoparazitái. A közeg kémhatásának változásait jól tűrik; széles pH-tartományban életképesek.
A férgek teljes testfelületükön, diffúzan táplálkoznak, a bélnedvből főként szénhidrátokat szívnak föl. Testnedveik oldott anyagtartalma (az úgynevezett ozmotikus koncentráció) kisebb a gazdaállat testfolyadékaiénál és a bélcsatornájában áramló nedvekénél, ezek a nedvek a félig áteresztő tegumentumon át ozmotikusan beáramlanak a féregbe (Bakonyi et al.).
Ugyancsak diffúzan lélegeznek. Az oxigént felhasználják, ha van, de az oxigénszegény környezetben az anaerob légzés dominál. A glikogén anaerob lebontásából szén-dioxidhoz és különböző szerves savakhoz jutnak.

### Szaporodásuk
Rendszerint hímnősek, ivarszerveik is ízenként ismétlődnek. Gyakran jellemzi őket a szekvenciális hermafroditizmus, illetve ennek a proterandrikus formája: az egyes ízekben először a hímivarszervek működnek, később ezek visszafejlődnek, és a női ivarszervek aktiválódnak. Önmegtermékenyítésre és kölcsönös megtermékenyítésre egyaránt képesek. A test végéről végül leválnak az érett petéket tartalmazó, ún. gravid ízek.
A végleges gazdából kijutó petének alkalmas köztes gazdába kell jutnia; ezek gyakran planktonszűrő, vagy talajban, trágyában fejlődő fajok. Egyes fajok fejlődési ciklusában két köztes gazdára is szükség van. Az ezekben felnövekedett és közben ivartalanul szaporodott lárvák a végleges gazdába jutva érik el felnőtt, ivarosan szaporodó alakjukat.
A gazdacseréjük rendszerint az adott élőlénytársulás egy-egy táplálékláncához illeszkedik, tehát a végleges gazdába többnyire akkor jutnak be, amikor az megeszi a(z utolsó) köztes gazdát. Végleges gazdáikra sokszor erősen specializálódnak — olyannyira, hogy csak néhány közeli rokon fajban képesek még megtelepedni. A köztes gazdákra kevésbé specifikusak.

## Ismertebb fajaik
Ha a széles galandféreg (Diphyllobothrium latum) vízben úszó lárváját kandicsrák (Cyclops spp.) fogyasztja el, akkor az a rákban, majd számára szerencsés esetben a rákot megevő halban fejlődik tovább. Végleges gazdái halevő emlősök, olykor az ember is. A nyolc méterre nyúló féreg több ezer ízből áll. Magyarországról valószínűleg már évtizedekkel ezelőtt kihalt.
A simafejű galandféreg (Taenia saginata) és a horgasfejű galandféreg (Taenia solium) régen „pántlikagiliszta” néven volt ismert. Lárvájuk a szarvasmarha, illetve a házi sertés „borsókája”. A peték az ürülékkel jutnak ki a külvilágba, ahol egy alkalmas köztes gazdában (marhában, disznóban) borsóka-lárvává alakulnak. A kifejlett féreg egy, a köztes gazdát elfogyasztó húsevő (ragadozó vagy dögevő) emlős, például az ember vékonybelében él. Utóbbi fajnak már a petéje is megfertőzheti az embert, ilyenkor a lárva az emberi izomzatban vagy az agyban fejlődik ki.
Néhány faj nem a ragadozó-préda úton, hanem alternatív módon fertőz. Így például a Moniezia expansa lárvája mikroszkopikus méretű talajlakó atkában fejlődik, és végleges gazdájába, a juhba véletlenszerűen, a lelegelt fűvel jut be. Az uborkamagképű galandféreg (Dipylidium caninum) petéit bolhalárvák eszik meg. Ha a kifejlett bolhát egy alkalmas végleges gazda, például kutya, róka vagy macska a szőrzetét tisztogatva megfogja és lenyeli, kifejlődhet benne a galandféreg.
Számos más galandféregfaj ismert a Kárpát-medencében, ezek többsége a vadon élő állatok élősködője.